# Châtel-Saint-Denis
Châtel-Saint-Denis és un municipi suís del cantó de Friburg, cap del districte de la Veveyse.